# Barah Sileh
 (juin 2018).
Barah Sileh (en persan : بره سيله romanisé en Barah Sīleh) est un village de la province de Kermanshah en Iran. Lors du recensement de 2006, sa population était de 359 habitants répartis dans 70 familles.